# (33505) 1999 GZ21
1999 GZ21 (asteroide 33505) é um asteroide da cintura principal. Possui uma excentricidade de 0.06100980 e uma inclinação de 10.65855º.
Este asteroide foi descoberto no dia 7 de abril de 1999 por LINEAR em Socorro.